# Eliseo Herrera
Eliseo Nicolás Herrera Junco, (Cartagena, 14 de junio de 1925-Cartagena, 5 de marzo de 2016) fue un cantautor y compositor de música tradicional de Colombia.

## Biografía
Eliseo Herrera fue uno de los cantantes más versátiles, creativos y prolíficos de Los Corraleros de Majagual. Se destacó por sus trabalenguas, por lo cual fue bautizado como "El Rey del Trabalenguas", compuso más de un centenar de canciones. Herrera integró al lado de Lisandro Meza, Calixto Ochoa, Alfredo Gutiérrez, entre otros, Los Corraleros de Majagual; también integró la Sonora Córdoba y otras grandes orquestas las cuales acompañó con su gracia y su canto.
Su fama traspasó suelos nacionales y en Venezuela, en la década de los 80, recibió la ‘Estrella de Oro’ de parte de la emisora Radio Matinal, por el hecho de haberla puesto en primer lugar de sintonía con sus picarescas canciones. Sus temas han sido grabados por orquestas como las de Wilfrido Vargas, Juan Luis Guerra, Barranco y Billo’s Caracas, y su prestancia musical alcanzó hasta para que el famoso director de orquestas francés Frank Pourcel interpretara y difundiera uno de sus temas: ‘La burrita’.
Padre de 11 hijos en dos hogares distintos. Tuvo una pensión de Colpuertos y cada tres meses recibe sus regalías, fue uno de los pocos compositores colombianos que puede vivir de lo que compuso. Tenía 55 nietos y 15 bisnietos. Recibió un galardón por sus más de 40 años al servicio de la música folclórica de la Costa Caribe colombiana. Herrera sufrió problemas renales y falleció de un paro cardíaco el 4 de marzo de 2016 en su casa del barrio Torices en Cartagena de Indias, Colombia.

## Algunas composiciones
- Cigarrón colorao, cumbión-gaita
- El baratillo, guararé
- El molinillo, paseaíto
- El monte, paseaíto
- El pájaro picón, paseaíto-gaita
- El vampiro, paseaíto
- El topotoropo, paseito
- El trabalengua
- El vivo y el bobo, paseaíto
- Entre chanza y chanza, paseíto
- La adivinanza
- La bonga, cumbia
- La burrita, paseaíto
- La cañandonga, paseaíto
- La cigarra, cumbia
- La culebra cascabel, cumbia
- La estera, mapalé
- La mafafa, paseaíto
- La manzana, paseaíto
- La palma de coco, paseaíto
- La sampá, paseaíto
- La tienes tú
- La yerbita, paseaíto
- Las flores rojas
- Recuerdos corraleros
- Tamborito de carnaval, tamborito
- Tingo al tango
- Tres puntá, cumbia
- Tres tigres, cumbia